# Goutrens
Goutrens é uma comuna francesa na região administrativa de Occitânia, no departamento de Aveyron. Estende-se por uma área de 25,99 km². Em 2010 a comuna tinha 520 habitantes (densidade: 20 hab./km²).